# فرنان سانز
فرنان سانز (اسپانیایی: Fernand Sanz‎; ۲۸ فوریهٔ ۱۸۸۱ – ۸ ژانویهٔ ۱۹۲۵) دوچرخه‌سوار، و بوکسور اهل اسپانیا بود.